# Hakuna Matata (brano musicale)
Hakuna Matata è un brano composto dall'artista britannico Elton John per il classico Disney Il Re Leone; il testo è di Tim Rice.

## Il brano
Proviene dall'album The Lion King Soundtrack, del 1994. È cantata da Nathan Lane ed Ernie Sabella, insieme a Jason Weaver e Joseph Williams. Nella versione italiana, scritta da Ermavilo, Tonino Accolla interpreta Timon, mentre lo stesso Ermavilo interpreta Pumbaa. Il ruolo del giovane Simba è affidato a George Castiglia e a Roberto Stafoggia quando diventa adulto al termine della canzone. Hakuna Matata (in swahili Non Ci Sono Problemi) viene cantata dai tre personaggi dopo la fuga di Simba dalle terre del branco: il cucciolo incontra subito il suricato Timon e il facocero Pumbaa, che lo educano a dimenticare tutto e a godersi la vita senza preoccupazioni, attraverso il loro motto Hakuna Matata. Il brano presenta un'andatura movimentata (il tempo è 4/4) e mette in evidenza l'orchestra, oltre a diversi strumenti inusuali.
Nel 1995, Hakuna Matata (che è diventata anche la canzone d'apertura della serie animata Timon e Pumbaa) è stata pubblicata come singolo da Jimmy Cliff; inoltre, ha ricevuto una nomination all'Oscar come migliore canzone (la statuetta è stata poi assegnata a Can You Feel the Love Tonight) ed è stata inserita al 99º posto in una lista dell'American Film Institute contenente le migliori canzoni americane da film. Il brano inoltre appare in diversi contesti, a causa del suo forte impatto nella cultura popolare: ad esempio, fa la sua comparsa nel film Toy Story.

## Tracce
CD singolo
1. "Hakuna Matata" — 4:24
2. "He Lives in You" — 4:51

CD maxi
1. "Hakuna Matata" (rap version) — 3:50
2. "Warthog Rhapsody" di Nathan Lane & Ernie Sabella — 3:06
3. "Hakuna Matata" (album version) — 4:24